# Szunyogh Balázs
Szunyogh Balázs (Budapest, 1954. február 5. – Budapest, 1999. július 4.) magyar zeneszerző, kamarazene-tanár.

## Életút
Tanulmányait 1972 és 1977 között a budapesti Liszt Ferenc Zeneművészeti Főiskola zeneszerzés és kamarazene szakán végezte Petrovics Emil és Kurtág György növendékeként. 1979–80-ban Herder-ösztöndíjasként Bécsben képezte tovább magát, itt Alfred Uhl óráit látogatta.
1977 és 1985 között a Zeneakadémián a zeneszerzés szak tanársegédje és kamarazene-tanára, 1985-től ugyanott egyetemi adjunktus. Művei vokális és kamarazenei alkotások, dalok, szólóhangszeres kompozíciók.
Munkáival több pályázaton sikerrel szerepelt.

## Díjak, kitüntetések
- Liszt Ferenc Zeneművészeti Főiskola centenáriumi zeneszerző pályázat I. díj (1975)
- Alkotó Ifjúság pályázat I. díj (1976)
- Szirmai Albert-díj (1977)